# Samuel Gridley Howe
Samuel Gridley Howe (Boston, Massachusetts, 1801. november 10. – Boston, 1876. január 9.) amerikai orvos, polgárjogi aktivista, gyógypedagógus, a világhírű bostoni Perkins Institution for the Blind (P. Vakok Intézete) első igazgatója (1831-76).

## Életpályája
Orvosi tanulmányait a bostoni egyetemen végezte, ezt követően Európába jött, polgárjogi aktivistaként tábori katonaorvos sebész volt Görögországban (1924-1927). Rövid időre visszatért Bostonba, majd ismét visszatért Európába, ahol Angliában a vak és siket gyermekek sorsát tanulmányozta, mert hazájában vakmenedékhely felállítását tervezte. Hazatérve előbb bostoni házába fogadott be vakokat, majd Perkins ezredes adományából intézetet szervezett vakoknak és siketeknek. Tanítványai között halmozottan sérültek is voltak. Laura Bridgman siket-vak leány eredményes tanítása révén tett szert nemzetközi hírnévre. Értelmi fogyatékos vakokat is tanított.
Massachusetts államban ekkor mérték fel a értelmi fogyatékosok számát. Samuel Gridley Howe mint szakértő ismét Európába utazott. Svájcban az Interlake melletti Abendberg hegyen működő Johann Jakob Guggenbühl vezette intézetet, Párizsban Édouard Séguin intézetét tanulmányozta. 1848-ban létesült az első kísérleti iskola az USA-ban értelmi fogyatékosoknak a Perkins Iskolához csatoltan. Később az iskola Massachusetts School for Idiotic and Feebleminded Youth néven önállósult és vált híressé, az USA számos más állama (Ohio, Tennessee, Kentucky és Virginia) szintén létesített hasonló iskolákat. Samuel Gridley Howe egész életét a fogyatékosok ügyének szentelte, de minden más hátrányos helyzetű emberért is sokat tett, köztük az afroamerikaiak emancipációjáért, a nők egyenjogúságáért, a halálbüntetés megszüntetéséért.

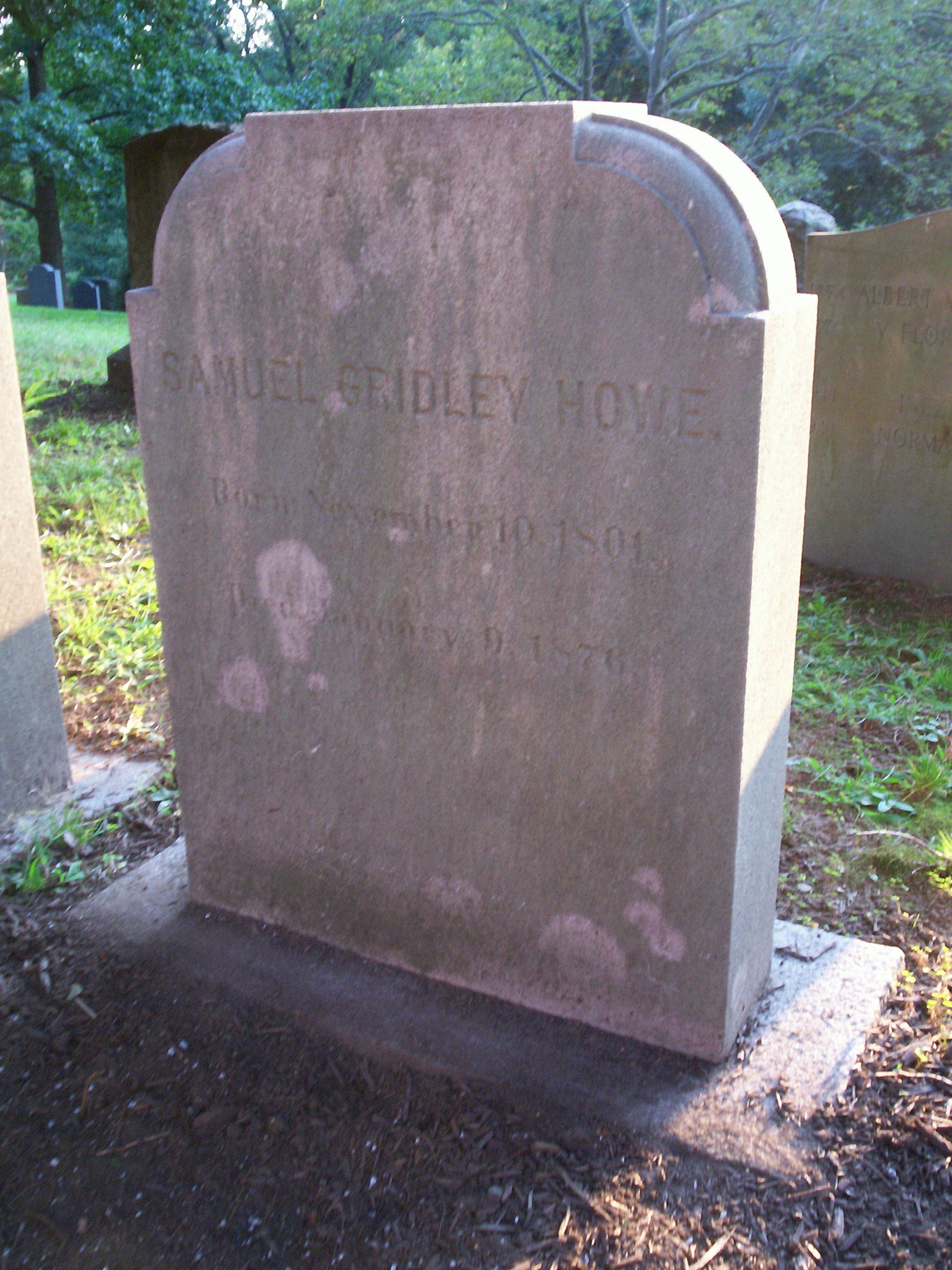
Síremléke a Mount Auburn temetőben (Cambridge, Massachusetts)

## Munkái (válogatás)
- Report made to the legislature of Massachusetts on idiocy, 1848
- On the causes of Idiocy, 1858